# Grai, Sveti Urban
Grai je naselje v Občini Sveti Urban v Okraju Trg na Koroškem v Avstriji.